# 栗山家住宅

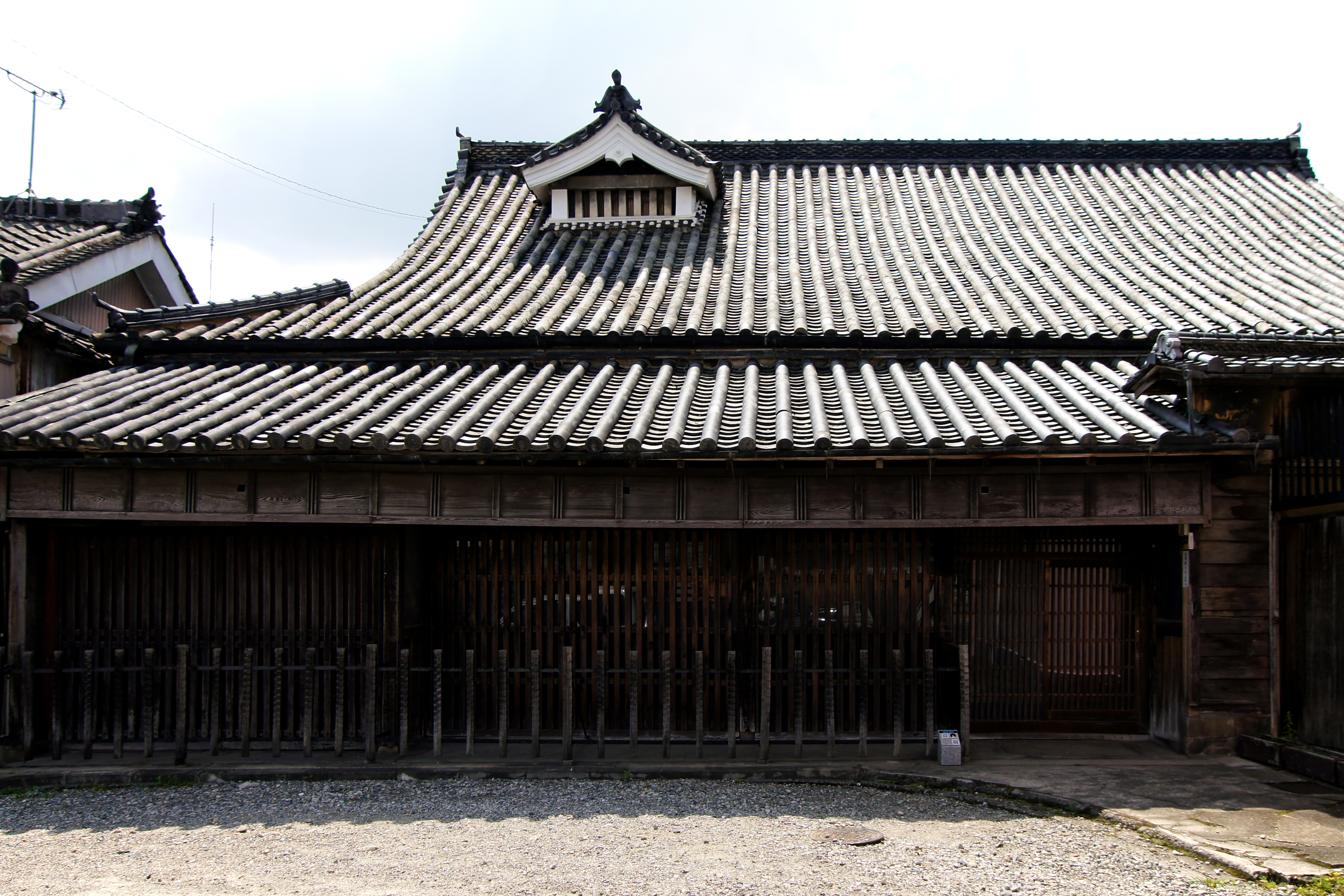
栗山家住宅

栗山家住宅（くりやまけじゅうたく）とは、奈良県五條市五條1丁目にある建築年代の判明している民家として日本最古の建物である。改修時に棟札から1607年（慶長12年）築と判明。建設当初の住人はわからないが、五條の町の中心の大規模な屋敷構えは、相当な家柄を偲ばせている。主屋は整型六間取りであるが、現状は前後に疵を付け、上手奥の座敷に床・棚・書院を飾り、間仕切りを開放的にするなどの改造を受けている。復元すると上手の三室は一間ごとに柱を立て、壁の多い閉鎖的な部屋になり、土間沿いの三室には突止溝の差鴨居を用いる。また、桁行に二本の牛梁を引き通して二間陸梁を牛梁上でつなぎ、梁上に和小屋を組む左右対称の整った架構形式や差物で固めた軸部柱を省略した土間上の梁組みなどに、以後の近世町屋の基本形をみることができる。
重要伝統的建造物群保存地区「五條新町」を構成する建築の一つであり、1968年（昭和43年）4月に国の重要文化財にも指定されているが、現在も住居として使用している為に非公開となっている。